# Benjamin Katiyo
Benjamin Katiyo es un escultor de Zimbabue, nacido el año 1970 . Es el hermano mayor del también escultor Royal Katiyo.

## Datos biográficos
Nacido en Muhrewa, Katiyo pasó once años en la escuela antes de comenzar a trabajar. Influido por su hermano, comenzó a esculpir en el año 1996, trabajando en el Parque de esculturas y centro de arte Gavasi en Mvurwi. 
Ha mostrado sus esculturas en la Galería Nacional de Zimbabue y en el Parque de Esculturas Chapungu.